# ابرشرکت آنگلو بلجن
ابرشرکت آنگلو بِلجِن (ABC) یک تولیدکننده بلژیکی موتورهای دیزل سرعت‌متوسط است که به‌ویژه برای بازار موتورهای دریایی (کشتی) و لوکوموتیو شناخته شده‌است.